# How Long Will I Love You
How Long Will I Love You – utwór brytyjskiej piosenkarki Ellie Goulding, który jest coverem piosenki o tym samym tytule zespołu The Waterboys z 1990 roku. Wokalistka umieściła utwór na reedycji swojego drugiego albumu studyjnego Halcyon (2012) pt. Halcyon Days (2013). Piosenka została wydana jako singiel 10 października 2013 roku jako drugi singiel z Halcyon Days posłużyła również jako oficjalna piosenka w apelu BBC „Children in Need” z 2013 roku. Piosenkarka wykonała utwór na żywo podczas gali Children in Need 15 listopada 2013. Singiel znajduje się również na ścieżce dźwiękowej filmu Czas na miłość z 2013 roku.
Autor tekstu oryginalnej wersji piosenki – Mike Scott – skomentował wersję Ellie Goulding: „Zmieniła kilka linii. Nie jestem pewien, czy zrobiła to celowo. Nie sądzę, żeby były tak dobre jak oryginalne wersety, ale dobre dla niej. Sam robię to samo. Zmieniłem słowa Dylana, więc nie mogę narzekać, jeśli ktoś zmieni moje”.

## Wyniki komercyjne
„How Long Will I Love You” zadebiutował na pozycji 192. notowania UK Singles Chart w tygodniu 07.09.2013. Na liście datowanej na 23 listopada 2013 roku piosenka wskoczyła na pozycję 117., aby następnie osiągnąć miejsce trzecie, sprzedając się w liczbie 82 872 kopii.

## Teledysk
Reżyserią wideoklipu do „How Long Will I Love You” zajął się Mike Sharpe, premiera odbyła się 9 września 2013 roku. W teledysku można zobaczyć wokalistkę spacerującą po plaży oraz kadry z filmu Czas na miłość.
Druga wersją teledysku do piosenki miała premierę na oficjalnym kanale Vevo YouTube wokalistki 28 października 2013 roku i zawiera sceny z filmu krótkometrażowego Tom & Issy w reżyserii Rogera Michela, z udziałem Goulding i Dylana Edwardsa. Film został nakręcony w całości na telefonie Nokia Lumia 1020. 

## Lista utworów
- Digital download oraz CD w Wielkiej Brytanii

1. „How Long Will I Love You”  – 2:34[10]

## Notowania

### Notowania tygodniowe
| Lista (2013–2014)                     | Najwyższa pozycja | Ref.   |
| ------------------------------------- | ----------------- | ------ |
| Irlandia (IRMA)                       | 3                 | [ 11 ] |
| Australia (ARIA)                      | 46                | [ 12 ] |
| Belgia (Ultratop 50) Flanders         | 3                 | [ 13 ] |
| Belgia (Ultratop 50) Wallonia         | 47                | [ 14 ] |
| Brazylia (Brasil Hot 100 Airplay)     | 72                | [ 15 ] |
| Czechy (Singles Digitál Top 100)      | 97                | [ 16 ] |
| Euro Digital Song Sales (Billboard)   | 4                 | [ 17 ] |
| Islandia (RÚV)                        | 17                | [ 18 ] |
| Liban (Lebanese Top 20)               | 13                | [ 19 ] |
| Nowa Zelandia (Recorded Music NZ)     | 6                 | [ 20 ] |
| Szkocja (OCC)                         | 2                 | [ 21 ] |
| Słowacja (Rádio Top 100)              | 12                | [ 22 ] |
| Korea Południowa (Gaon Digital Chart) | 1                 | [ 23 ] |
| Szwecja (Sverigetopplistan)           | 58                | [ 24 ] |
| Szwajcaria (Schweizer Hitparade)      | 16                | [ 25 ] |
| Wielka Brytania (OCC)                 | 3                 | [ 26 ] |

### Notowania końcowo-roczne
| Lista (2013)                         | Najwyższa pozycja | Ref.   |
| UK Singles (Official Charts Company) | 48                | [ 27 ] |

| Lista (2014)                         | Najwyższa pozycja | Ref.   |
| Belgium (Ultratop 50 Flanders)       | 31                | [ 28 ] |
| UK Singles (Official Charts Company) | 47                | [ 29 ] |

| Lista (2019)   | Najwyższa pozycja | Ref.   |
| Portugal (AFP) | 2203              | [ 30 ] |

## Certyfikaty
| Kraj                  | Certyfikat | Sprzedaż  |
| --------------------- | ---------- | --------- |
| Australia (ARIA)      | Złoto      | 35 000    |
| Belgia (BEA)          | Złoto      | 15 000    |
| Nowa Zelandia (RMNZ)  | Złoto      | 7500      |
| Wielka Brytania (BPI) | 2x Platyna | 1 200 000 |
| USA (RIAA)            | Złoto      | 500 000   |

## Personel
- Ellie Goulding – wokal
- Nick Cornu – gitara
- John Fortis – gitara basowa, produkcja, keyboard
- Richard Kayvan – inżynieria, mixing
- Joe Kearns – inżynieria
- Chris Ketley – fortepian
- Ashley Krajewski – inżynieria, instrumenty perkusyjne
- Rachael Lander – wiolonczela
- Kirsty Mangan – altówka, skrzypce